# Oscarverleihung 2026

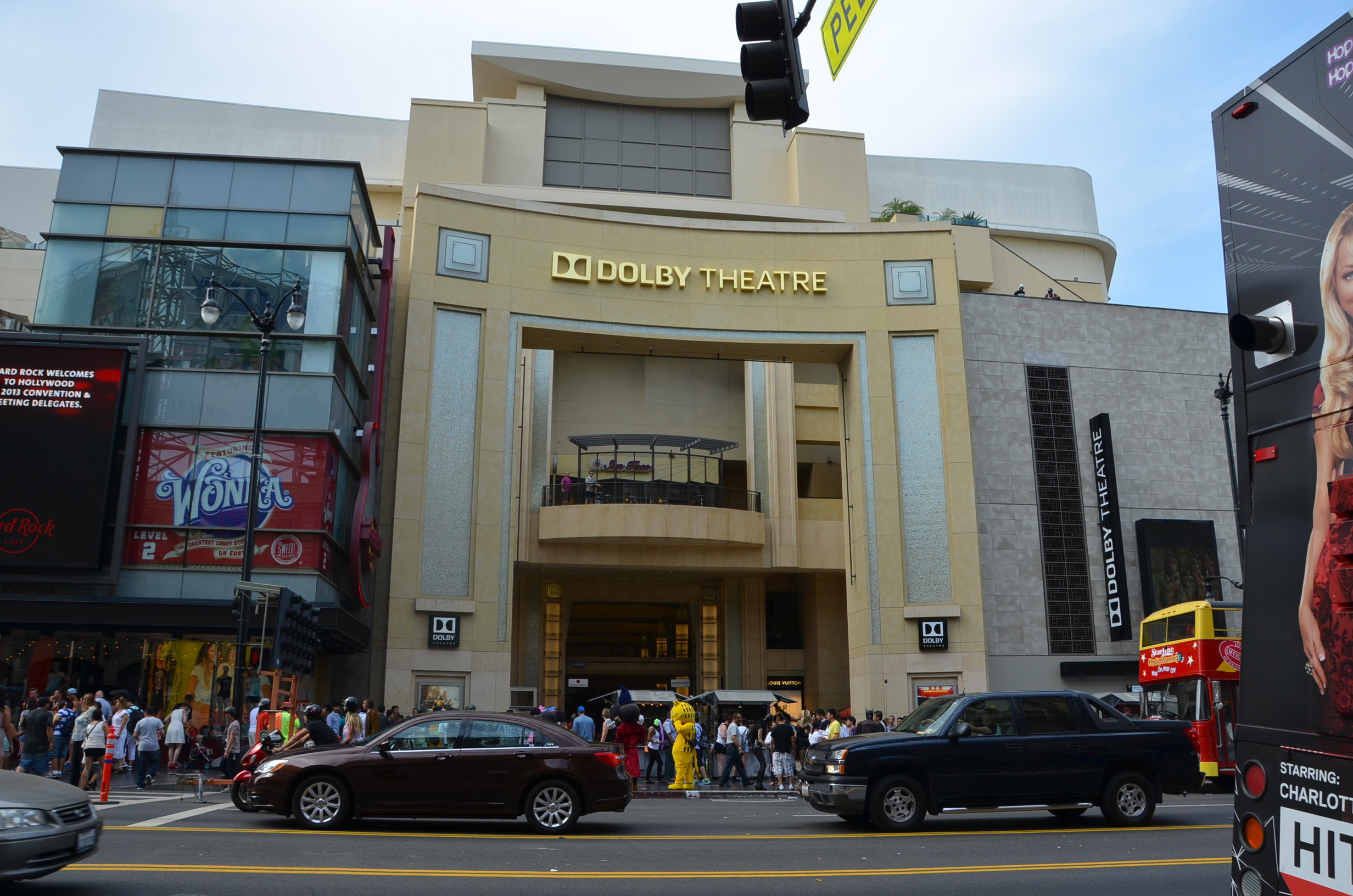
Das Dolby Theatre, Veranstaltungsort der Oscarverleihung 2026

Übersicht aller ausgezeichneten Filme

◄◄ | ◄ | 2022 | 2023 | 2024 | 2025 | Oscarverleihung 2026

Weitere Ereignisse
Die 98. Verleihung der Oscars (englisch 98th Academy Awards) soll am 15. März 2026 im Dolby Theatre in Los Angeles stattfinden. Die Academy of Motion Picture Arts and Sciences (AMPAS) ehrt dabei die aus ihrer Sicht besten Filme und Filmschaffenden des Kinojahres 2025 mit Auszeichnungen in 24 Kategorien, darunter ein erstmals ausgelobter Preis für Castingregisseure. Zusätzlich werden bei einer getrennt veranstalteten Gala, den Governors Awards, Ehrenpreise verliehen.
Die Oscar-Nominierungen sollen am 22. Januar 2026 bekanntgegeben werden.
Der US-amerikanische Fernsehsender ABC soll die Preisverleihung in über 200 Länder und Gebiete weltweit ausstrahlen. Als Moderator wurde wie im Vorjahr Conan O’Brien verpflichtet.

## Hintergrund

### Moderation und Produktion

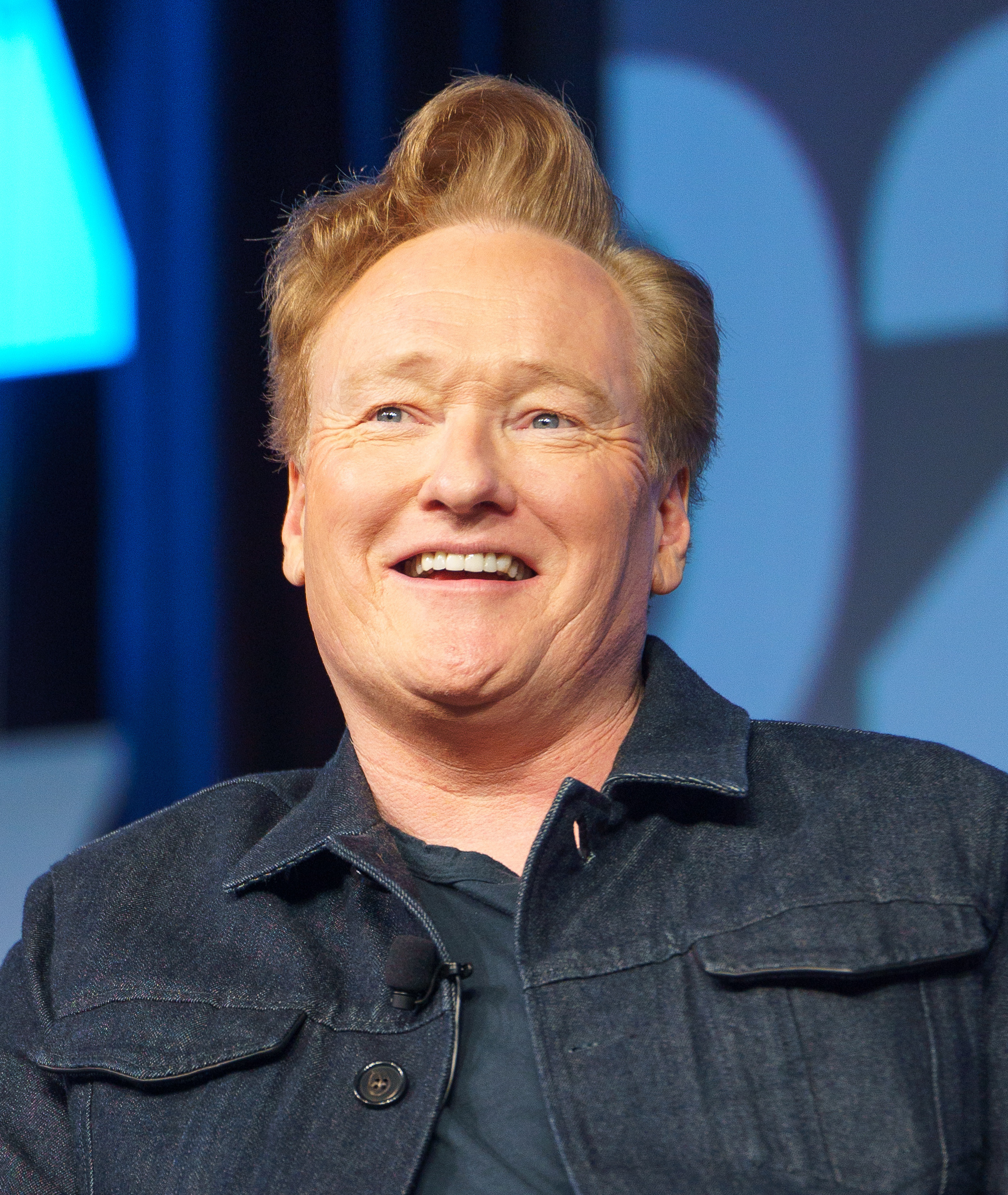
Conan O’Brien (2024)

Als Moderator wurde ein zweites Mal Conan O’Brien verpflichtet. Der US-amerikanische Comedian hatte die Oscarverleihung 2025 moderiert, die die höchste Gesamtzuschauerzahl der vergangenen fünf Jahre erreichte. Als Executive Producers der Fernsehgala fungieren zum dritten Mal in Folge Raj Kapoor und Katy Mullan, als Produzenten zum zweiten Mal nacheinander Jeff Ross und Mike Sweeney. Sweeny soll für die Verleihung auch als Autor arbeiten.

### Neuerungen
Eine Neuerung bei der Verleihung 2026 ist die Tatsache, dass die AMPAS-Mitglieder fortan alle nominierten Filme in jeder Kategorie ansehen müssen, um sich an der finalen Abstimmung über die Oscar-Gewinner zu beteiligen. Darüber hinaus wird eine neue Preiskategorie für das Beste Casting („Achievement in Casting“) eingeführt. Akademiemitglieder der Castingregie-Sparte bestimmen eine Auswahlliste aus 10 Filmen. Auch dürfen fortan Generative KI-Modelle und weitere digitale Tools bei der Filmherstellung verwendet werden. Dabei soll darauf geachtet werden, in welchem Maße ein Mensch mitgewirkt hat. Bei den 2025 mehrfach Oscar-nominierten Musikfilmen Emilia Pérez und Like A Complete Unknown sowie dem Historiendrama Der Brutalist waren KI-Werkzeuge eingesetzt worden. So verhalf ein Tool den Darstellern von Emilia Pérez und Der Brutalist nachträglich ihre Aussprache im Spanischen und Ungarischen zu verbessern. Bei Like A Complete Unknown kam eine Software zum Einsatz, die es ermöglichte, das Aussehen von Stuntleuten an das der Schauspieler anzupassen.

## Eckdaten
Die Eckdaten zur 98. Oscarverleihung im Überblick:
| Datum                    | Ereignis (Auswahl)                                                                               |
| ------------------------ | ------------------------------------------------------------------------------------------------ |
| 13. November 2025        | Einreichungsfrist für allgemeine Teilnahmekategorien, Spielfilme und animierte Spielfilme endet. |
| 16. November 2025        | Governors Awards (Vergabe der Ehrenoscars)                                                       |
| 8.–12. Dezember 2025     | Vorabstimmung                                                                                    |
| 16. Dezember 2025        | Veröffentlichung der Oscar-Shortlists                                                            |
| 12.–16. Januar 2026      | Abstimmung über die Oscar-Nominierungen                                                          |
| 22. Januar 2026          | Oscar-Nominierungen werden bekanntgegeben.                                                       |
| 10. Februar 2026         | Galadinner der Oscar-nominierten Personen („Oscar Nominees Event“)                               |
| 26. Februar–5. März 2026 | Finale Abstimmung über die Oscar-Preisträger                                                     |
| 15. März 2026            | 98. Oscarverleihung                                                                              |
| 28. April 2025           | Vergabe der Auszeichnungen für Wissenschaft und Technik                                          |

## Ehrenoscars
Die vom Board of Governors der AMPAS bestimmten Ehrenpreisträger werden im Rahmen der Governors Awards am 16. November 2025 im Ray Dolby Ballroom des Einkaufszentrums Ovation Hollywood ausgezeichnet. Die Bekanntgabe erfolgte am 17. Juni 2025:
- Debbie Allen – US-amerikanische Choreografin, Schauspielerin und Filmproduzentin (choreografierte unter anderem sieben Oscarverleihungen)
- Tom Cruise – US-amerikanischer Schauspieler und Filmproduzent, vier Oscar-Nominierungen zwischen 1990 und 2023
- Wynn Thomas – US-amerikanischer Szenenbildner, der unter anderem für seine jahrzehntelange Zusammenarbeit mit Filmregisseur Spike Lee bekannt ist.

Darüber hinaus wurde der US-amerikanischen Sängerin Dolly Parton der Jean Hersholt Humanitarian Award zuerkannt.

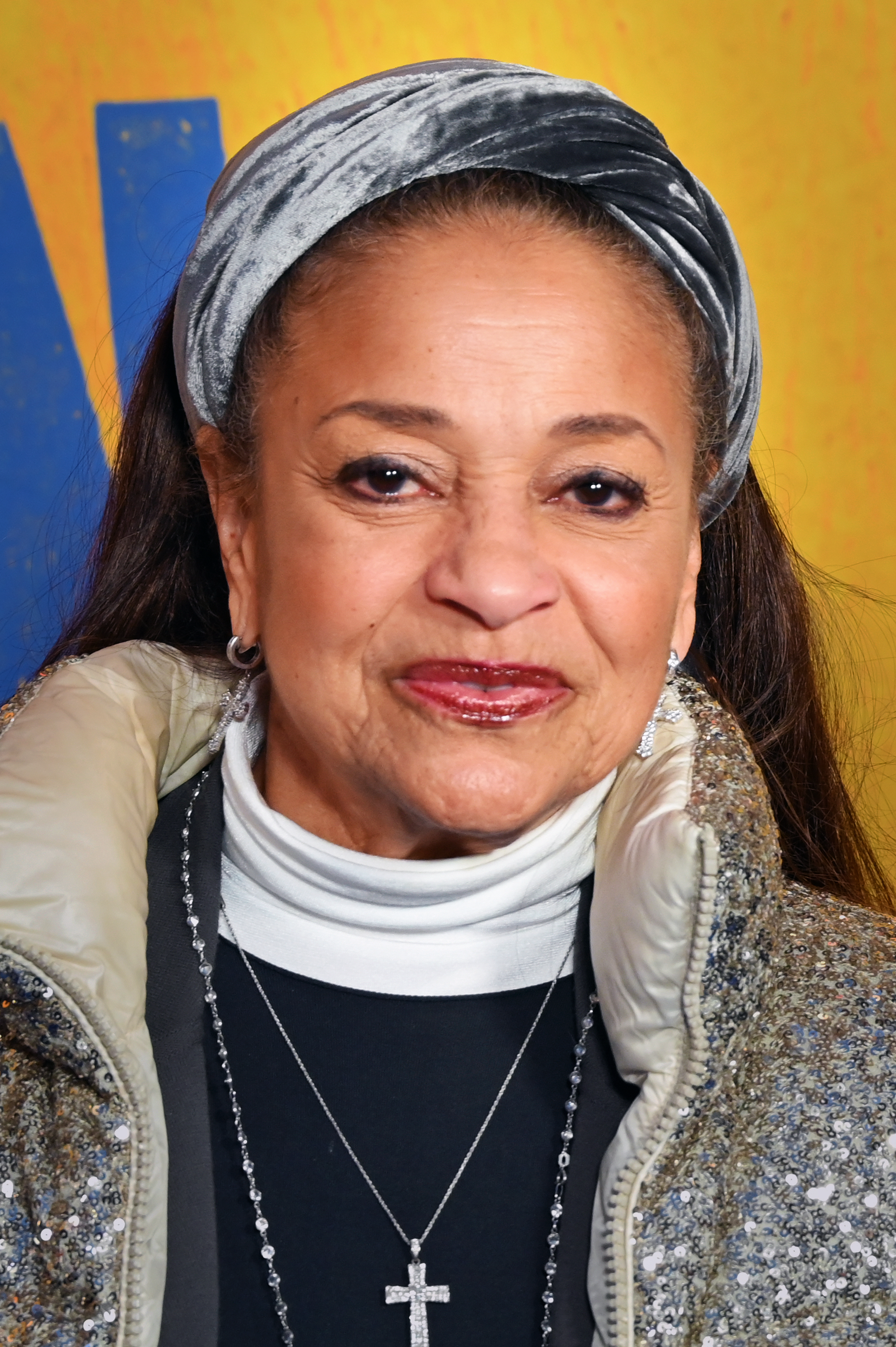
Debbie Allen (2025)
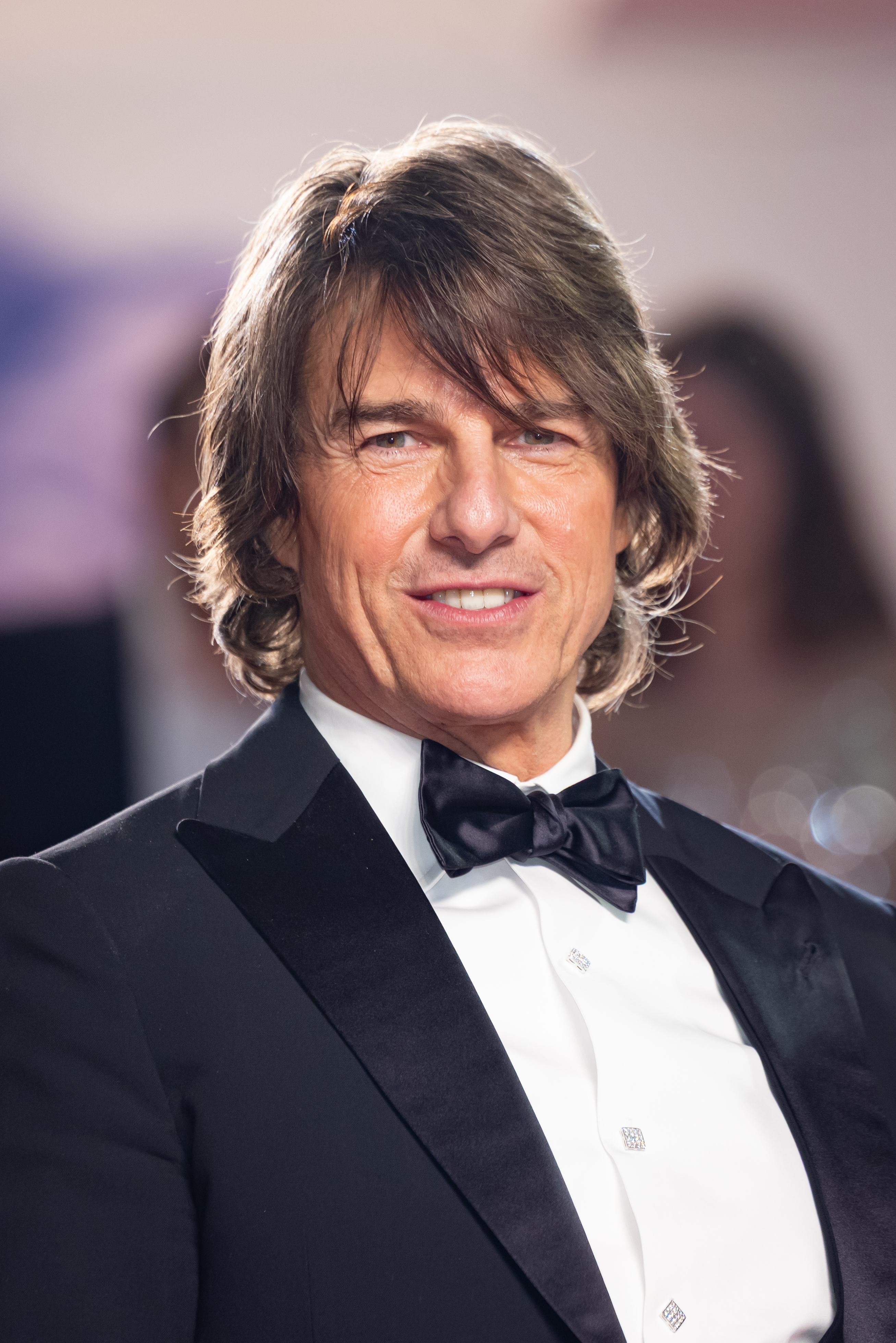
Tom Cruise (2025)
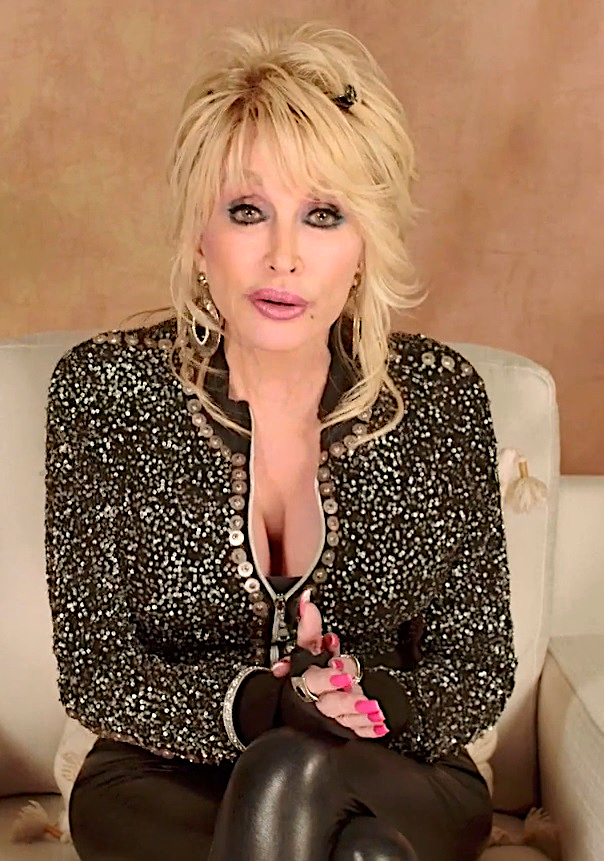
Dolly Parton (2022)